# Øyvind Torseter
Øyvind Torseter, född 2 oktober 1972, är en norsk illustratör.
Øyvind Torseter utbildade sig till illustratör på Merkantilt Institutt i Oslo 1991–92, Skolen for Grafisk Design i Oslo 1992–94 och Kent Institute of Art and Design i Maidstone i Storbritannien 1995–98. 
Han illustrerade 2013 barnboken Brune, vilken författades av Håkon Øvreås, för vilken paret belönades med Nordiska rådets pris för barn- och ungdomslitteratur 2014. Han bor och arbetar i Oslo. Torseter är representerad vid bland annat Nordiska Akvarellmuseet.

## Författade och illustrerade böcker i urval
- Mister Random, 2002
- On the road again, again, 2004
- Klikk, 2004
- For en neve havre, 2005
- Avstikkere, 2005
- Gravenstein, 2007

## Illustrerade böcker i urval
- Pode 1999, skriven av Tor Arve Røssland
- Vers på tvers. Dikt og tekster for barn, 1999, skriven av Finn Øglænd
- Pode mister fotfestet, 2000, skriven av Tor Arve Røssland
- Pode får snue, 2002, skriven av Tor Arve Røssland
- Plutselig ville eg ikkje laga dorulldyr lenger, 2002, skriven av Bjørn Sortland
- Englefjell, 2006, skriven av Roald Kaldestad
- Anti-Pode, 2006, skriven av Tor Arve Røssland
- Den gongen eg liksom-døydde, 2006, skriven av Bjørn Sortland
- Eg kan ikkje sove no, 2008, skriven av Stein Erik Lunde
- Spelejenta, 2009, skriven av Jon Fosse
- Brune, 2013, skriven av Håkon Øvreås